# 勒讷
勒讷（德語：Löhne，發音：[ˈløːnə] ⓘ）是德国北莱茵-威斯特法伦州代特莫尔德行政区黑尔福德县的城市，面积59.51平方千米，2023年12月31日人口为40,162人。